# Hypodermella symploci
Hypodermella symploci är en svampart som beskrevs av Petch 1919. Hypodermella symploci ingår i släktet Hypodermella och familjen Rhytismataceae.   Inga underarter finns listade i Catalogue of Life.